# Esther Jensen
L’Esther Jensen est un ketch néerlandais construit en 1939 au Danemark

## Histoire
Construit en 1939 au Danemark, l’Esther Jensen fut d'abord utilisé comme bateau de pêche. C'est un bateau à coque en bois.
En 1992, il a été acheté par Theo van Tricht. Restauré et modernisé, il possède dorénavant 5 cabines pour passagers.
L’Esther Jensen propose, comme navire-école des croisières de formation et aussi des croisières charter dans les eaux nord-européennes et polaires. La découverte du cercle arctique et des îles Lofoten, en Norvège sont principalement proposées.
Il prend aussi part aux Tall Ships' Races organisée par la Sail Training International.